# Voda
Voda (svenska Vatten, bulgariska Вода) är en sång av Elitsa Todorova och Stojan Yankoulov.
Voda representerade Bulgarien i Eurovision Song Contest 2007-semifinalen den 10 maj 2007 och var första land ut. Sången består till stor del av slagverk och de båda sångarna tillika batteristerna sjunger och spelar på sina slagverk samtidigt. Elitsa sjunger dramatiska historier ur bulgarisk folklore. Låten gick vidare till finalen. Där startade den som nummer 21 och hamnade på en 5:e plats.